# Los hijos de Izabal
Los Hijos de Izabal es un documental acerca de la vida, las dificultades y las iniciativas de tres comunidades mayas-q'eqchís que habitan en la orilla del lago Izabal, en Guatemala. Juntos desarrollan un proyecto eco-comunitario para promover la mejora de las condiciones de vida en las comunidades indígenas.
A través de testimonios de miembros de las comunidades de Chapín Abajo, Chichipate y Lagunita Salvador, así como de diversas ONGs, el documental es una aproximación a la cultura maya, el movimiento comunitario para la reducción de la pobreza y la protección de los espacios naturales de Guatemala. 
Este documental fue realizado por la productora audiovisual Desenfoque Producciones.

## Contexto
Los hijos de Izabal nace de un acuerdo entre la ONG ProEcoEndo y la productora Desenfoque Producciones para la producción de 3 documentales en Guatemala sobre varios proyectos de cooperación. Fue grabado entre mayo y junio de 2009 en la costa caribeña de Guatemala y las inmediaciones del lago Izabal. Los protagonistas del documental hablan tanto en idioma quekchí como español. 

## Sinopsis
El documental está estructurado en tres partes. La primera es una introducción a las comunidades de Chapín Abajo, Chichipate y Lagunita Salvador, así como una exposición de los principales problemas a los que se enfrentan. La segunda parte habla del desarrollo de un proyecto comunitario de naturaleza eco-productiva que se asienta en el desarrollo de una red de eco-aldeas para fomentar el turismo responsable como nueva fuente de ingresos para las comunidades, que gestionan directamente el proyecto. La tercera y última parte es una serie de conclusiones de los distintos personajes que explican sus puntos de vista sobre la situación de los q'eqchís.

## Reparto
- Francisco Cuz: Miembro del Consejo de Ancianos de Chichipate.
- Abelardo Caal: Dirigente de la Asociación K'aaché de Chichipate. 
- Luis Xol: Dirigente del Centro Cultural Maya-Q'eqchí de Lagunita Salvador.
- Marta Julia Yat: Dirigente del Comité de Desarrollo Ambiental de Chapín Abajo.
- Petrona Ich: Miembro del Consejo de Ancianos de Chichipate.
- Alberto Coj: Miembro del COCODE (Consejo Comunitario de Desarrollo) de Lagunita Salvador. 
- Matías González: Vicepresidente de ProEcoEndo. 
- Francisco Castañeda: Exdirector del Centro de Estudios Conservacionistas (Universidad de San Carlos).
- Melvin Teni: Coordinador de CISP (Comitato Internazionale per lo Sviluppo dei Popoli) en Guatemala. 
- Oscar Rosales: Coordinador de PROGAL en Guatemala. 
- Maryam Rodríguez: Voluntaria de ProEcoEndo en Guatemala.
- Carlo Salvinelli: Coordinador de ProEcoEndo en Guatemala.
- Alejandrina Silva: Responsable de Turismo Comunitario del Instituto Guatemalteco de Turismo. 
- Santiago Cacao: Miembro del Consejo de Ancianos de Chichipate.